# Ciclone Fani
A tempestade ciclónica muito severa Fani (Em bengalí: ফণী, translit. Phaṇī, significado 'capucha de uma serpente'; , designação IMD: BOB 02, designação JTWC: 01B) foi um poderoso ciclone tropical que tocou terra na Índia oriental e Bangladesh como uma tempestade ciclónica extremamente severa. A segunda tempestade nomeada, a primeira tempestade nomeada pelo Departamento Meteorológico da Índia (IMD) e a primeira tempestade ciclónica severa da temporada de ciclones no Índico Norte de 2019, originou-se numa depressão tropical que se formou cerca do oeste de Sumatra no Oceano Índico a 26 de abril de 2019. O Centro Conjunto de Avisos de Tufão (JTWC) monitorou uma perturbação tropical que se formou no Oceano Índico Norte, e o designou com o identificador 01B. Fani desviou-se lentamente para o oeste, encontrando num área propícia para o fortalecimento. O sistema intensificou-se e dois dias após ser nomeado, converteu-se no ciclone Fani, a segunda tempestade da temporada. Fani moveu-se para o norte, lutando por intensificar-se quando a moderada cisalhamento vertical do vento obstaculizou o seu progresso. Após afastar do cisalhamento do vento, Fani começou a intensificar-se rapidamente e converteu-se numa tempestade ciclónica extremamente severa a 30 de abril de 2019, a primeira tempestade ciclónica severa da temporada. Bangladesh sugeriu o nome Fani (pronunciado "Foni").
Fani atingiu a sua intensidade máxima a 2 de maio, como uma tempestade ciclónica extremamente severa, e o equivalente a um furacão de categoria 4 de alto nível. Fani continuou mantendo a sua força até que tocou terra, onde a sua estrutura convectiva se degradou rapidamente e foi rasgada pela cisalhamento vertical do vento. Ao dia seguinte, Fani passou por Calcutá como uma tempestade ciclónica, antes de debilitar a uma depressão a 4 de maio.

## História meteorológica

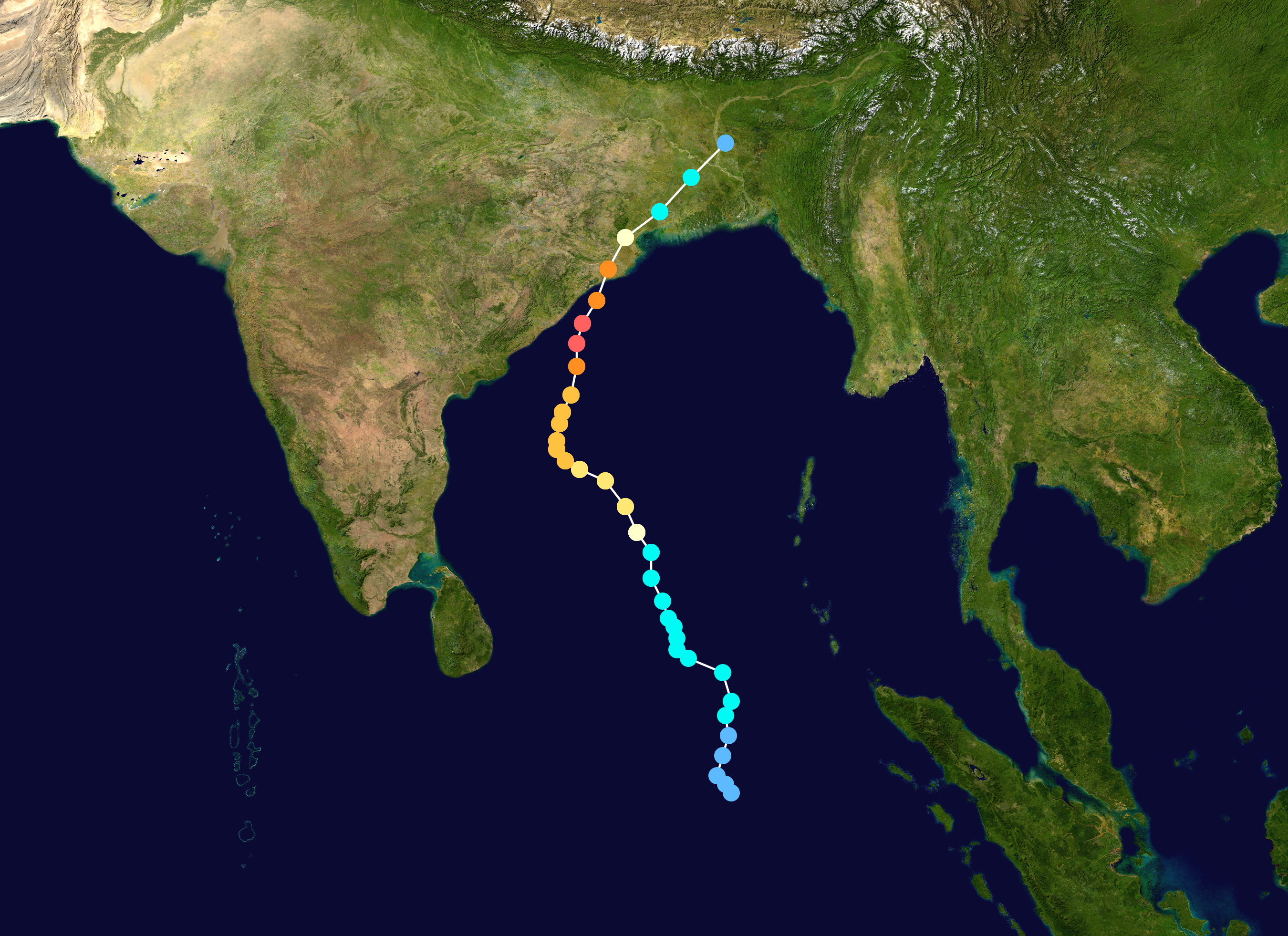
Mapa que traça a trajectória e a intensidade da tempestade, de acordo com a escala de furacões de Saffir-Simpson

O IMD começou a rastrear uma depressão localizada ao oeste de Sumatra a 26 de abril, classificando-a como BOB 02. Mais tarde nesse dia, o Centro Conjunto de Avisos de Tufão (JTWC) emitiu uma alerta de formação de ciclones tropicais no sistema. Depois, a tempestade uniu-se lentamente enquanto movia-se para o norte e converteu-se numa profunda depressão às 00:00 UTC de 27 de abril. Ao mesmo tempo, o Centro Conjunto de Avisos de Tufão (JTWC) começou a advertir sobre o sistema, designando-o como 01B. Seis horas mais tarde, o IMD actualizou o sistema a uma tempestade ciclónica e deu-lhe o nome de Fani. O sistema continuou intensificando-se até às 18:00 UTC, após o qual se estancou durante mais de um dia à medida que a conveção ao redor do centro da tempestade aumentava e diminuía. Fani retomou o fortalecimento ao redor das 12:00 UTC, e o IMD converteu-o numa tempestade ciclónica severa.
Nesse momento, Fani começou um período de rápida intensificação, já que encontrava-se num meio muito favorável com temperaturas da superfície do mar de 30–31 °C (86–88 °F) e baixa cisalhamento vertical do vento. Como resultado, o Centro Conjunto de Avisos de Tufão (JTWC) actualizou a Fani a um ciclone equivalente na categoria 1 a fins de 29 de abril. Ao redor das 00:00 UTC de 30 de abril, Fani foi aumentada a uma tempestade ciclónica muito severa pelo IMD. A organização do sistema continuou melhorando, com o ajuste de bandas em torque numa função de olho formativo, resultando em que Fani se actualize a uma tempestade ciclónica extremamente severa por parte do IMD ao redor das 12:00 UTC enquanto o Centro Conjunto de Avisos de Tufão (JTWC) actualizou a tempestade a um ciclone equivalente à categoria 3 horas mais tarde. O desenvolvimento avançou mais lentamente durante os dias seguintes, com pouca melhora evidente na apresentação de satélite do sistema. No entanto, a 2 de maio, a densa coberta central fez-se mais simétrica e o olho mais distintivo, e o Centro Conjunto de Avisos de Tufão (JTWC) passou a ser um ciclone equivalente a categoria 4 às 06:00 UTC. Pouco depois, Fani começou outro período de rápida intensificação, atingindo ventos sustentados de 1 minuto a 250 km/h (155 mph) justo abaixo do ciclone tropical equivalente à categoria 5, segundo o Centro Conjunto de Avisos de Tufão (JTWC). A interacção com a terra degradou rapidamente a estrutura convectiva de Fani; e debilitou-se a um ciclone tropical de categoria 1 relativamente rápido após tocar terra.

## Preparações

### Odisha

O ciclone Fani intensifica-se sobre o Oceano Índico norteño para perto de a costa de Odisha a 30 de abril de 2019

O Departamento Meteorológico da Índia fez um rastreamento da tempestade e emitiu numerosos avisos amarelos para grande parte da parte suloriental da Índia quando o ciclone começou a se intensificar. Em preparação para o impacto da tempestade, o governo estatal de Odisha evacuou a mais de 1.2 milhões de residentes das áreas costeiras vulneráveis e transladou-os a terrenos mais altos e a refúgios para ciclones construídos a umas poucas milhas terra adentro. As autoridades despregaram ao redor de mil trabalhadores de emergência e 43 000 voluntários neste esforço. Enviou 2.6 milhões de mensagens de texto para advertir sobre a tempestade, além de usar sistemas de televisão, sirenes e megafones para comunicar a mensagem. Para perto de 7 000 cozinhas foram operadas para alimentar aos evacuados em 9 000 refúgios para tempestades. A Armada da Índia preparou barcos e aeronaves navais nas bases aéreas de Arakkonam e Visakhapatnam para preparar para as consequências da tempestade e ajudar nas operações de reconhecimento, resgate e ajuda. O governo de Odisha organizou "300 barcos a motor, dois helicópteros e muitas motoserras, para cortar árvores derrubadas" para este propósito.

### Bangladesh
As autoridades de Bangladesh também receberam a ordem de abrir áreas de refúgio em 19 distritos costeiros. A Armada de Bangladesh colocou 32 barcos navais para brindar socorro de emergência e assistência médica às zonas costeiras em caso de qualquer emergência. Mais de 1,2 milhões de pessoas foram evacuadas em Bangladesh e transladaram-se aos refúgios para ciclones nas zonas costeiras.

## Impacto
| País           | Mortes | Danos (2019 USD) | Ref    |
| -------------- | ------ | ---------------- | ------ |
| Odisha (Índia) | 49     | $ 43.6 milhões   | [ 29 ] |
| Bangladesh     | 19     | $ 33.5 milhões   | [ 30 ] |
| Totais:        | 68     | $ 77.1 milhões   |        |

### Índia

#### Odisha
Fani causou ao menos a 49 pessoas mortas na Índia; 41 em Odisha, e 8 em dois distritos de Uttar Pradesh. Odisha, uma adolescente foi assassinada após ser golpeada por uma árvore que se caiu. Uma mulher morreu quando foi atingida por escombros voladores, e outra morreu de um ataque ao coração enquanto estava num refúgio para ciclones. O ciclone afectou adversamente o fornecimento de electricidade e as telecomunicações em várias zonas costeras de Odisha e, em menor medida, em Bengala Ocidental. Puri e o distrito de Khordha em Orissa foram os mais afectados. O Templo de Jagannath em Puri sofreu danos menores, e o custo de reparo estimou-se em 5 milhões de rupias (US $ 738,000). A perda preliminar da Universidade Siksha 'Ou' Anusandhan causada por Fani estimou-se em 30 milhões de rupias (US $ 4,3 milhões). O estado índio de Andra Pradesh não reportou perdas de vidas nem lesões, mas estimou um dano económico de Rupia indiana 58.62 milhões de rupias (US $ 8.5 milhões). A perda de seguros em toda a Índia pode chegar a 3500 milhões de rupias (US $ 507 milhões).

### Bangladesh
Fani matou a 17 pessoas em dez distritos de Bangladesh. No distrito de Bagerhat, uma mulher morreu depois de ser golpeada por uma árvore que se caiu, e sete delas morreram por causa de um raio em dois distritos de Bangladesh. O ciclone também destruiu para perto de 63,000 tem (160,000 acres) de terras de cultivo em 35 distritos do país, as perdas agrícolas se registaram em Tk38.5 milhões (US $ 4.6 milhões). O dano total em Bangladesh ascendeu a Tk536.61 milhões de rupias (US $ 63.6 milhões).

## Repercussões

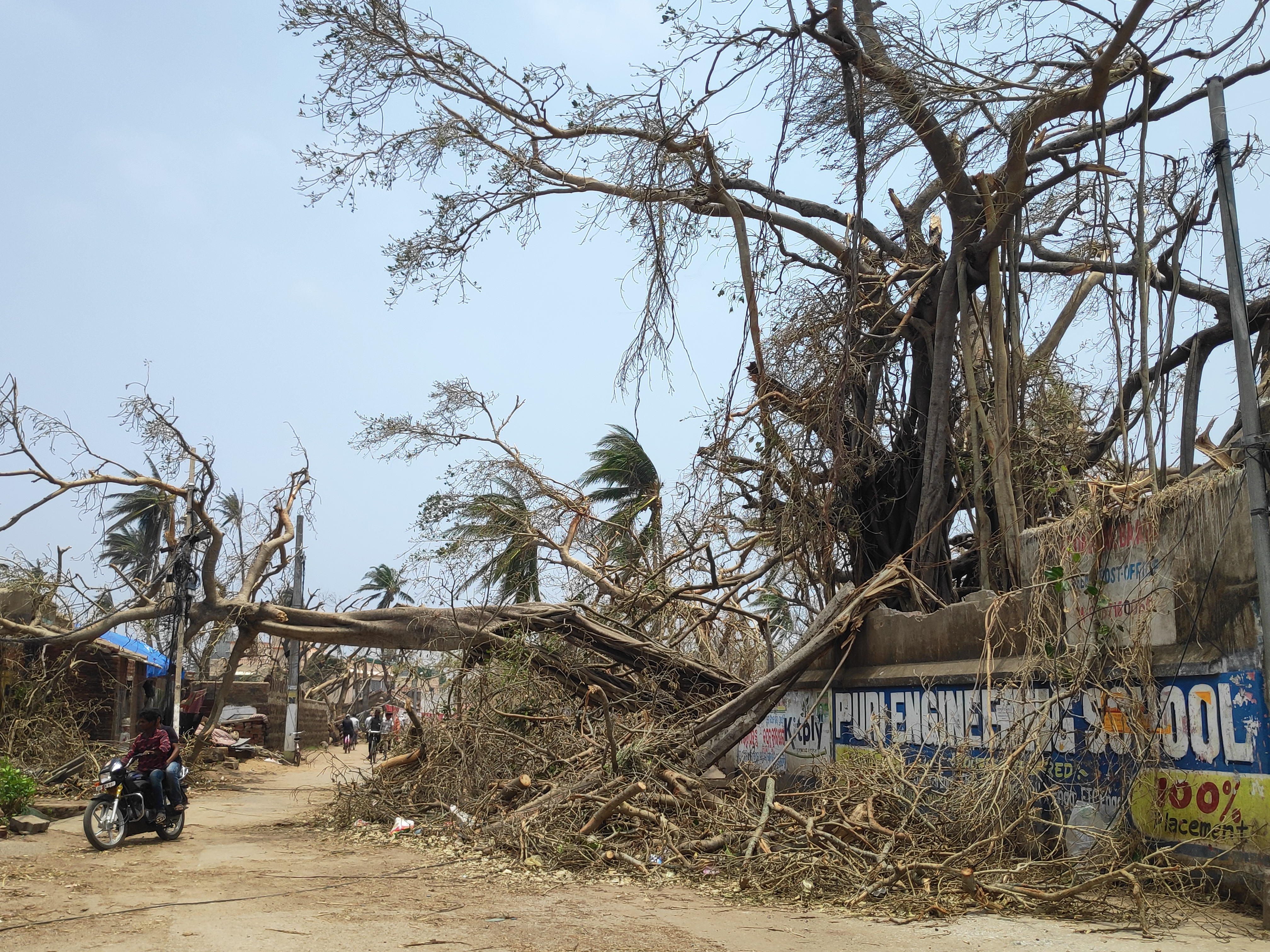
Árvores caídas provocados pelo ciclone tropical muito severa Fani após tocar terra a 6 de maio de 2019

### Índia
O primeiro ministro índio, Narendra Modi, anunciou que o governo tinha libertado mais de 1000 milhões de rupias (145 milhões de dólares) para os estados afectados por Fani.

### Bangladesh
O governo de Bangladesh distribuiu arroz, alimentos deshidratados e milhões de rupias de Tk1.97 (US $ 234,000) aos afectados pelo ciclone.